# Pauleta
Pedro Miguel Carreiro Resendes (Ponta Delgada, 28 de abril de 1973), más conocido como Pauleta, es un exfutbolista portugués que jugaba como delantero. Se retiró del fútbol profesional en 2008.

## Trayectoria
Comenzó su carrera profesional en la temporada 1994-95 como parte del humilde Clube União Micaelense, donde realizó una buena temporada en el puesto de delantero centro y anotó una gran cantidad de goles. Por esto y por su juventud, llamó la atención del GD Estoril Praia, que por entonces militaba en la 1.ª división portuguesa, y lo fichó en el verano de 1995. Desde que llegó se convirtió en una pieza básica del equipo, anotando muchos goles, 19 goles en 30 partidos, y ayudando a salvar la categoría, a un equipo tan humilde como el Estoril. Por eso al finalizar la temporada fueron muchos los equipos que se fijaron en él para reforzar sus equipos, pero fue la UD Salamanca la que se llevó el gato al agua y consiguió fichar al joven delantero.
Su salto a España fue en un principio complicado, ya que llegaba a la UD Salamanca, equipo que acababa de descender de la 1.ª división, y tenía el único objetivo de volver a ascender esa misma temporada, además se encontró con una gran competencia, ya que luchaba el puesto a jugadores como Catanha, César Brito o Claudio Barragán. Pero tuvo la ventaja de encontrar a muchos compatriotas en el equipo, algo que le ayudó a su fácil acomodo en el equipo, y poco a poco se convirtió un el jugador clave, ya que esa temporada fue el pichichi de la categoría anotando 19 tantos y además consiguiendo el ascenso a 1.ª división, con una segunda vuelta para enmarcar, en la que no perdieron ni un solo partido, además Pauleta se convirtió en héroe al marcar un gol en el minuto 95 en el partido contra el Club Deportivo Badajoz, que permitía al equipo seguir soñando con el ascenso, que finalmente consiguió ganando 3-1 al Real Mallorca y 0-4 al Deportivo Alavés.
Para la temporada 1997-98 tuvo la exigencia de ser un jugador importante en 1.ª división en un equipo recién ascendido, pero lleno de calidad. Y no defraudó, ya que realizó una temporada sobresaliente, anotando 15 goles y siendo uno de los máximos goleadores en la liga española, además destacó en partidos históricos dentro del club, anotando 2 goles por partido en las victorias por 6-0 al Valencia CF y por 1-4 al FC Barcelona en el Camp Nou, partido con el que consiguieron la permanencia en la 1.ª división.
En Salamanca mantuvo una gran amistad con su compañero y mentor César Brito, que le ayudó mucho a convertirse en un jugador importantísimo y le prestó toda su experiencia. Ambos marcaron en un partido para el recuerdo en el que la UD Salamanca ganó 1-2 en el campo del eterno rival, el Real Valladolid. Durante esta temporada Pauleta debutó con la selección absoluta de Portugal, de la que con los años se convertiría en el máximo goleador de la historia de dicha selección.
Por todo esto, recibió muchísimas oferta, entre otros del FC Porto, pero se decantó por la de un grande de España, ya que quería seguir jugando en la Primera División de España, por lo que fue traspasado al Deportivo de La Coruña, por 1000 millones de pesetas.
En el Deportivo de La Coruña permaneció durante dos temporadas, siendo un jugador importante y compartiendo delantera con jugadores de la categoría del Turu Flores o Roy Makaay, así en su segunda temporada en Coruña, ganó la liga española, lo que le valió para estar presente en la Eurocopa que ese año se disputaba en Bélgica y los Países Bajos.
Pero al finalizar la Eurocopa con Portugal, con la que llegó a semifinales, siendo eliminados por Francia, que finalmente fueron los campeones, fue traspasado al Girondins Bordeaux, donde permaneció tres temporadas, y con el que ganó una Copa de la Liga en 2002, año en el que acudió al Mundial de Corea y Japón, y donde Portugal no pudo pasar más allá de la fase de grupos, pese a los 3 goles que anotó pauleta. 
Con el Girondins de Bordeaux siempre estuvo entre los 2 máximos goleadores, ganando en trofeo de máximo goleador en la temporada 2002-03 con 24 goles.
En el verano de 2003 fue traspasado al París Saint Germain, convirtiéndose en el fichaje estrella para el equipo y para la liga francesa, allí permaneció hasta 2008, consiguiendo grandes objetivos, como jugar la Champions League, y ganar la copas de Francia en 2004 y 2006, y también la Copa de la Liga en 2008. A nivel personal ganó otra vez el premio de máximo goleador de la liga francesa en la temporada 2005-06, y participó en la Eurocopa 2004 con sede en Portugal, en la que quedó subcampeón y en el Mundial de 2006 en Alemania, que terminó en la cuarta posición.
El París Saint Germain fue su último club, ya que anunció su retirada al finalizar la temporada 2007-2008.

## Selección nacional
Pauleta debutó con la selección portuguesa un 20 de agosto de 1997, en Setúbal, contra Armenia. Su primer gol lo marcó ese mismo año contra ese mismo rival, pero como visitante, en un partido que terminó con victoria para Portugal por 7-0. Fue protagonista en la fase de clasificación para el Mundial de Francia 98, pero Portugal no pudo clasificarse.
En 2000, obtuvo con su selección la clasificación para la Eurocopa que se disputaría conjuntamente en Bélgica y los Países Bajos. En la competición, Portugal sería la gran sorpresa llegando hasta semifinales, y siendo eliminado por Francia, que a la postre sería el campeón. 
Luego, logró la clasificación para el Mundial de 2002 en Corea del Sur y Japón, pero fueron eliminados en primera ronda, tras un mal arbitraje sufrido ante el anfitrión Corea del Sur. En ese Mundial, Pauleta anotó 3 goles. Después del Mundial, ya era un fijo en las alineaciones, por lo cual llegó a la Eurocopa en la que Portugal era la anfitriona, siendo el delantero referencia de la selección, y consiguiendo llegar a la final, donde perdieron contra todo pronóstico ante la sorprendente Grecia.
El 12 de octubre de 2005, Pauleta consiguió el gran logro de superar a Eusébio, leyenda de la selección portuguesa, como máximo goleador histórico de la selección, convirtiéndose también en una leyenda y siendo respetado por todo el país.
Su participación en el Mundial de Alemania 2006 fue su despedida de la selección, ya que al finalizar el Mundial, en el que quedaron cuartos, al perder la final de consolación ante el anfitrión Alemania, se retiró de la selección lusa. En aquel mundial anotó en la fase de grupos ante Angola y asistió ante los Países Bajos en octavos de final. El 19 de noviembre de 2013, Cristiano Ronaldo igualó su récord de 47 goles con Portugal en un duro repechaje ante Suecia en las eliminatorias rumbo al Mundial de Brasil 2014, aunque necesitó de más partidos para lograrlo (109 contra 88 para Pauleta).

### Participaciones en Copas del Mundo
| Copa              | Sede                | Resultado    | Partidos | Goles | Prom. |
| ----------------- | ------------------- | ------------ | -------- | ----- | ----- |
| Copa Mundial 2002 | Corea del Sur Japón | Primera fase | 3        | 3     | 1,00  |
| Copa Mundial 2006 | Alemania            | Cuarto lugar | 6        | 1     | 0,17  |
| Total             | Total               | Total        | 9        | 4     | 0,44  |

### Participaciones en Eurocopas
| Copa          | Sede                   | Resultado   | Partidos | Goles | Prom. |
| ------------- | ---------------------- | ----------- | -------- | ----- | ----- |
| Eurocopa 2000 | Bélgica · Países Bajos | Semifinales | 1        | 1     | 1,00  |
| Eurocopa 2004 | Portugal               | Subcampeón  | 5        | 0     | 0,00  |
| Total         | Total                  | Total       | 6        | 1     | 0,17  |

## Estadísticas

### Clubes
| Club | Div.          | Temporada     | Liga  | Liga  | Copas nacionales(1) | Copas nacionales(1) | Copa de la Liga | Copa de la Liga | Torneos internacionales(2) | Torneos internacionales(2) | Otros(3) | Otros(3) | Total | Total |
| Club | Div.          | Temporada     | Part. | Goles | Part.               | Goles               | Part.           | Goles           | Part.                      | Goles                      | Part.    | Goles    | Part. | Goles |
| --- | ------------- | ------------- | ----- | ----- | ------------------- | ------------------- | --------------- | --------------- | -------------------------- | -------------------------- | -------- | -------- | ----- | ----- |
| G. D. Estoril Praia Portugal | 2.ª           | 1995-96       | 29    | 18    | 4                   | 5                   | —               | —               | —                          | —                          | —        | —        | 33    | 23    |
| U. D. Salamanca · España | 2.ª           | 1996-97       | 37    | 19    | 3                   | 0                   | —               | —               | —                          | —                          | —        | —        | 40    | 19    |
| U. D. Salamanca · España | 1.ª           | 1997-98       | 34    | 15    | 1                   | 0                   | —               | —               | —                          | —                          | —        | —        | 35    | 15    |
| U. D. Salamanca · España | Total club    | Total club    | 71    | 34    | 4                   | 0                   | —               | —               | —                          | —                          | —        | —        | 75    | 34    |
| R. C. Deportivo de La Coruña · España | 1.ª           | 1998-99       | 28    | 10    | 9                   | 1                   | —               | —               | —                          | —                          | —        | —        | 37    | 11    |
| R. C. Deportivo de La Coruña · España | 1.ª           | 1999-00       | 30    | 8     | 3                   | 0                   | —               | —               | 7                          | 3                          | —        | —        | 40    | 11    |
| R. C. Deportivo de La Coruña · España | 1.ª           | 2000-01       | 0     | 0     | 0                   | 0                   | —               | —               | —                          | —                          | 1        | 0        | 1     | 0     |
| R. C. Deportivo de La Coruña · España | Total club    | Total club    | 58    | 18    | 12                  | 1                   | —               | —               | 7                          | 3                          | 1        | 0        | 78    | 22    |
| F. C. Girondins de Burdeos Francia | 1.ª           | 2000-01       | 28    | 20    | 1                   | 3                   | 1               | 0               | 7                          | 3                          | —        | —        | 37    | 26    |
| F. C. Girondins de Burdeos Francia | 1.ª           | 2001-02       | 33    | 22    | 2                   | 4                   | 4               | 4               | 6                          | 5                          | —        | —        | 45    | 35    |
| F. C. Girondins de Burdeos Francia | 1.ª           | 2002-03       | 37    | 23    | 5                   | 5                   | 2               | 1               | 4                          | 1                          | —        | —        | 48    | 30    |
| F. C. Girondins de Burdeos Francia | Total club    | Total club    | 98    | 65    | 8                   | 12                  | 7               | 5               | 17                         | 9                          | —        | —        | 130   | 91    |
| Paris Saint-Germain F. C. Francia | 1.ª           | 2003-04       | 37    | 18    | 5                   | 5                   | 0               | 0               | —                          | —                          | —        | —        | 42    | 23    |
| Paris Saint-Germain F. C. Francia | 1.ª           | 2004-05       | 35    | 14    | 2                   | 4                   | 0               | 0               | 6                          | 1                          | 1        | 0        | 44    | 19    |
| Paris Saint-Germain F. C. Francia | 1.ª           | 2005-06       | 36    | 21    | 6                   | 5                   | 2               | 2               | —                          | —                          | —        | —        | 44    | 28    |
| Paris Saint-Germain F. C. Francia | 1.ª           | 2006-07       | 33    | 15    | 3                   | 1                   | 2               | 2               | 9                          | 6                          | 0        | 0        | 47    | 24    |
| Paris Saint-Germain F. C. Francia | 1.ª           | 2007-08       | 27    | 8     | 2                   | 1                   | 5               | 6               | —                          | —                          | —        | —        | 34    | 15    |
| Paris Saint-Germain F. C. Francia | Total club    | Total club    | 168   | 76    | 18                  | 16                  | 9               | 10              | 15                         | 7                          | 1        | 0        | 212   | 109   |
| Total carrera | Total carrera | Total carrera | 424   | 211   | 46                  | 34                  | 16              | 15              | 39                         | 19                         | 2        | 0        | 526   | 279   |
| (1) Incluye datos de la Copa de Portugal (1995-96), Copa del Rey (1996-00) y Copa de Francia (2000-08). (2) Incluye datos de la Copa de la UEFA (1999-07) y Liga de Campeones de la UEFA (2004-05). (3) Incluye datos de la Supercopa de España (2000) y Supercopa de Francia (2004). |               |               |       |       |                     |                     |                 |                 |                            |                            |          |          |       |       |

## Palmarés

### Campeonatos nacionales
| Título              | Club                         | País    | Año  |
| ------------------- | ---------------------------- | ------- | ---- |
| Campeonato de Liga  | R. C. Deportivo de La Coruña | España  | 2000 |
| Supercopa de España | R. C. Deportivo de La Coruña | España  | 2000 |
| Copa de la Liga     | F. C. Girondins de Burdeos   | Francia | 2002 |
| Copa de Francia     | Paris Saint-Germain F. C.    | Francia | 2004 |
| Copa de Francia     | Paris Saint-Germain F. C.    | Francia | 2006 |
| Copa de la Liga     | Paris Saint-Germain F. C.    | Francia | 2008 |

### Distinciones individuales
| Distinción                                                                 | Año              |
| -------------------------------------------------------------------------- | ---------------- |
| Máximo goleador de la Segunda División de España                           | 1997             |
| Futbolista del Año de la Division 1/Ligue 1 según la UNFP                  | 2002, 2003       |
| Máximo goleador de la Division 1/Ligue 1 según la UNFP                     | 2002, 2006, 2007 |
| Equipo del Año de la Ligue 1 según la UNFP                                 | 2003, 2006       |
| Jugador del mes de la Ligue 1 según la UNFP                                | 2003             |
| Segundo máximo goleador histórico de la Selección de Portugal (47 goles)   |                  |
| Tercer máximo goleador histórico del Paris Saint-Germain F. C. (109 goles) |                  |
| Máximo goleador histórico de la Copa de la Liga de Francia (77 goles)      |                  |

### Condecoraciones
| Condecoración                                                                     |
| --------------------------------------------------------------------------------- |
| Comandador de la Orden del Mérito de Portugal                                     |
| Oficial de la Orden del Infante Don Enrique                                       |
| Medalla del Mérito de la Orden de Nuestra Señora de la Concepción de Villaviciosa |